# Port lotniczy St Mary’s
Port lotniczy St Mary’s – lotnisko położone w Wielkiej Brytanii, w Anglii, w archipelagu Scilly na wyspie St Mary’s. Operatorem stacji jest Council of the Isles of Scilly. Port obsługuje ruch helikopterowy z Penzance w Kornwalii oraz samoloty z Land’s End, Newquay, Exeteru i Bristolu.

## Kierunki lotów i linie lotnicze
| Linia lotnicza         | Kierunek                                     |
| ---------------------- | -------------------------------------------- |
| Isles of Scilly Skybus | 1. Land’s End Sezonowo: 1. Exeter 2. Newquay |
| Starspeed              | 1. Penzance                                  |